# Quatrième circonscription du Pas-de-Calais
La quatrième circonscription du Pas-de-Calais est l'une des douze circonscriptions législatives françaises que compte le département du Pas-de-Calais (62) situé en région Hauts-de-France.

## Descriptions géographique et démographique

### De 1958 à 1986
Le département avait quatorze circonscriptions.
La quatrième circonscription du Pas-de-Calais était composée de :
- canton de Campagne-lès-Hesdin
- canton d'Étaples
- canton de Fruges
- canton de Hesdin
- canton de Hucqueliers
- canton de Montreuil

Source : Journal Officiel du 14-15 Octobre 1958.

### Depuis 1988
La quatrième circonscription du Pas-de-Calais est délimitée par le découpage électoral de la loi n°86-1197 du 24 novembre 1986
, elle regroupe les huit divisions administratives suivantes :
- Canton de Berck
- Canton de Campagne-lès-Hesdin
- canton d'Étaples
- Canton de Fruges
- Canton de Hesdin
- Canton de Hucqueliers
- Canton du Parcq
- Canton de Montreuil.

Ce regroupement de divisions administratives (cantons) est celui en vigueur pour les élections législatives de 2022.

### Démographie
D'après le recensement de la population en 2019, réalisé par l'Institut national de la statistique et des études économiques (INSEE), la population de cette circonscription est de 111 299 habitants,.

## Historique des députations
| Législature | Début de mandat | Fin de mandat  | Député           | Parti politique | Observations |
| ----------- | --------------- | -------------- | ---------------- | --------------- | --- |
| IXe         | 23 juin 1988    | 1er avril 1993 | Léonce Deprez    | RPR             | Maire du Touquet-Paris-Plage                                                                                       |
| Xe          | 2 avril 1993    | 21 avril 1997  | Léonce Deprez,   | RPR,            | Maire du Touquet-Paris-Plage Mandat écourté à la suite d'une dissolution parlementaire décidée par Jacques Chirac. |
| XIe         | 12 juin 1997    | 18 juin 2002   | Léonce Deprez,   | RPR,            | Maire du Touquet-Paris-Plage                                                                                       |
| XIIe        | 19 juin 2002    | 19 juin 2007   | Léonce Deprez,   | UMP,            | Maire du Touquet-Paris-Plage                                                                                       |
| XIIIe       | 20 juin 2007    | 19 juin 2012   | Daniel Fasquelle | UMP             | Maire du Touquet-Paris-Plage Doyen de la faculté de Droit de Boulogne-sur-Mer                                      |
| XIVe        | 20 juin 2012    | 20 juin 2017   | Daniel Fasquelle | UMP             | Maire du Touquet-Paris-Plage                                                                                       |
| XVe         | 21 juin 2017    | 4 août 2020    | Daniel Fasquelle | LR              | Élu maire du Touquet-Paris-Plage, remplacé par son suppléant.                                                      |
| XVe         | 5 août 2020     | 21 juin 2022   | Robert Therry    | LR              | Élu maire du Touquet-Paris-Plage, remplacé par son suppléant.                                                      |
| XVIe        | 22 juin 2022    | 9 juin 2024    | Philippe Fait    | Horizons        | Maire d'Étaples Mandat écourté à la suite d'une dissolution parlementaire décidée par Emmanuel Macron.             |
| XVIIe       | 18 juillet 2024 | En cours       | Philippe Fait    | Horizons        | Conseiller départemental du Pas-de-Calais                                                                          |

## Historique des élections

### Élections de 1958
| Candidat       | Candidat              | Parti          | Premier tour | Premier tour | Second tour | Second tour |  |
| Candidat       | Candidat              | Parti          | Voix         | %            | Voix        | %           |  |
| -------------- | --------------------- | -------------- | ------------ | ------------ | ----------- | ----------- |  |
|                | Charles Delesalle élu | Modérés        | 11 575       | 27,51        | 14 520      | 34,65       |  |
|                | Henri Catteau         | MRP            | 8 514        | 20,24        | 13 500      | 32,22       |  |
|                | Marcel Béraud         | UNR            | 6 448        | 15,33        | Retrait     | Retrait     |  |
|                | Marc Facompré         | SFIO           | 5 861        | 13,93        | 6 372       | 15,21       |  |
|                | Gilles Flament        | Soc.ind.       | 5 002        | 11,89        | 7 513       | 17,93       |  |
|                | Paul Dumont           | PCF            | 4 672        | 11,1         | Retrait     | Retrait     |  |
|                |                       |                |              |              |             |             |  |
| Inscrits       | Inscrits              | Inscrits       | 51 921       | 100,00       | 51 917      | 100,00      |  |
| Abstentions    | Abstentions           | Abstentions    | 8 808        | 16,96        | 8 907       | 17,16       |  |
| Votants        | Votants               | Votants        | 43 113       | 83,04        | 43 010      | 82,84       |  |
| Blancs et nuls | Blancs et nuls        | Blancs et nuls | 1 041        | 2,41         | 1 105       | 2,57        |  |
| Exprimés       | Exprimés              | Exprimés       | 42 072       | 97,59        | 41 905      | 97,43       |  |

Charles Delesalle était membre du groupe "Entente démocratique". Son suppléant était Henri Elby, infustriel à Groffliers, ancien sénateur, conseiller général du canton de Montreuil.

### Élections de 1962
| Candidat       | Candidat          | Parti          | Premier tour | Premier tour | Second tour | Second tour |  |
| Candidat       | Candidat          | Parti          | Voix         | %            | Voix        | %           |  |
| -------------- | ----------------- | -------------- | ------------ | ------------ | ----------- | ----------- |  |
|                | Marcel Béraud élu | UNR-UDT        | 9 892        | 25,62        | 16 350      | 40,24       |  |
|                | Henri Elby        | Modérés        | 8 412        | 21,79        | 9 797       | 24,11       |  |
|                | André Monvoisin   | SFIO           | 6 381        | 16,53        | 14 480      | 35,64       |  |
|                | Henri Catteau     | MRP            | 5 578        | 14,45        | Retrait     | Retrait     |  |
|                | Paul Dumont       | PCF            | 4 770        | 12,36        | Retrait     | Retrait     |  |
|                | Gilles Flament    | Soc.ind.       | 3 574        | 9,26         | Retrait     | Retrait     |  |
|                |                   |                |              |              |             |             |  |
| Inscrits       | Inscrits          | Inscrits       | 51 495       | 100,00       | 51 489      | 100,00      |  |
| Abstentions    | Abstentions       | Abstentions    | 11 770       | 22,86        | 9 803       | 19,04       |  |
| Votants        | Votants           | Votants        | 39 725       | 77,14        | 41 686      | 80,96       |  |
| Blancs et nuls | Blancs et nuls    | Blancs et nuls | 1 118        | 2,81         | 1 059       | 2,54        |  |
| Exprimés       | Exprimés          | Exprimés       | 38 607       | 97,19        | 40 627      | 97,46       |  |

Le suppléant de Marcel Béraud était Alfred Fourdrignier, commerçant à Montreuil-sur-Mer.

### Élections de 1967
| Candidat       | Candidat                    | Parti          | Premier tour | Premier tour | Second tour | Second tour |  |
| Candidat       | Candidat                    | Parti          | Voix         | %            | Voix        | %           |  |
| -------------- | --------------------------- | -------------- | ------------ | ------------ | ----------- | ----------- |  |
|                | Marcel Béraud sortant réélu | UD-Ve          | 12 179       | 27,92        | 21 793      | 50,88       |  |
|                | Bertrand Akar               | Radical (FGDS) | 8 451        | 19,37        | 21 037      | 49,12       |  |
|                | Paul Dumont                 | PCF            | 6 138        | 14,07        | Retrait     | Retrait     |  |
|                | Henri Elby                  | Rad            | 5 699        | 13,07        | Retrait     | Retrait     |  |
|                | Gabriel de La Gorce         | Modérés        | 5 394        | 12,37        | Retrait     | Retrait     |  |
|                | Jean Bigot                  | CD (PDM)       | 4 078        | 9,35         |             |             |  |
|                | Gilles Flament              | Soc.ind.       | 1 680        | 3,85         |             |             |  |
|                |                             |                |              |              |             |             |  |
| Inscrits       | Inscrits                    | Inscrits       | 51 840       | 100,00       | 51 830      | 100,00      |  |
| Abstentions    | Abstentions                 | Abstentions    | 7 303        | 14,09        | 7 330       | 14,14       |  |
| Votants        | Votants                     | Votants        | 44 537       | 85,91        | 44 500      | 85,86       |  |
| Blancs et nuls | Blancs et nuls              | Blancs et nuls | 918          | 2,06         | 1 670       | 3,75        |  |
| Exprimés       | Exprimés                    | Exprimés       | 43 619       | 97,94        | 42 830      | 96,25       |  |

Le suppléant de Marcel Béraud était Alfred Fourdrignier.

### Élections de 1968
|                | Marcel Béraud sortant réélu | UDR (URP)      | 23 733 | 54,01  |  |  |  |
|                | Bertrand Akar               | Radical (FGDS) | 11 424 | 26     |  |  |  |
|                | Paul Dumont                 | PCF            | 5 840  | 13,29  |  |  |  |
|                | Mirval Carliez              | RI             | 2 948  | 6,71   |  |  |  |
|                |                             |                |        |        |  |  |  |
| Inscrits       | Inscrits                    | Inscrits       | 51 933 | 100,00 |  |  |  |
| Abstentions    | Abstentions                 | Abstentions    | 7 155  | 13,78  |  |  |  |
| Votants        | Votants                     | Votants        | 44 778 | 86,22  |  |  |  |
| Blancs et nuls | Blancs et nuls              | Blancs et nuls | 833    | 1,86   |  |  |  |
| Exprimés       | Exprimés                    | Exprimés       | 43 945 | 98,14  |  |  |  |

Le suppléant de Marcel Béraud était Alfred Fourdrignier.

### Élections de 1973
| Candidat       | Candidat                    | Parti          | Premier tour | Premier tour | Second tour | Second tour |  |
| Candidat       | Candidat                    | Parti          | Voix         | %            | Voix        | %           |  |
| -------------- | --------------------------- | -------------- | ------------ | ------------ | ----------- | ----------- |  |
|                | Marcel Béraud sortant réélu | UDR (URP)      | 11 933       | 25,43        | 23 696      | 50,23       |  |
|                | Bertrand Akar               | MRG (UGSD)     | 11 262       | 24           | 23 480      | 49,77       |  |
|                | Léonce Deprez               | Divers droite  | 10 493       | 22,36        | Retrait     | Retrait     |  |
|                | Paul Dumont                 | PCF            | 7 365        | 15,7         | Retrait     | Retrait     |  |
|                | Guy Malgouzou               | CD (MR)        | 4 685        | 9,98         |             |             |  |
|                | Jacques Callens             | Divers droite  | 832          | 1,77         |             |             |  |
|                | Mirval Carliez              | Divers droite  | 352          | 0,75         |             |             |  |
|                |                             |                |              |              |             |             |  |
| Inscrits       | Inscrits                    | Inscrits       | 55 232       | 100,00       | 55 229      | 100,00      |  |
| Abstentions    | Abstentions                 | Abstentions    | 7 125        | 12,9         | 6 645       | 12,03       |  |
| Votants        | Votants                     | Votants        | 48 107       | 87,1         | 48 584      | 87,97       |  |
| Blancs et nuls | Blancs et nuls              | Blancs et nuls | 1 185        | 2,46         | 1 408       | 2,9         |  |
| Exprimés       | Exprimés                    | Exprimés       | 46 922       | 97,54        | 47 176      | 97,1        |  |

Le suppléant de Marcel Béraud était Alfred Fourdrignier.

### Élections de 1978
| Candidat       | Candidat              | Parti          | Premier tour | Premier tour | Second tour | Second tour |  |
| Candidat       | Candidat              | Parti          | Voix         | %            | Voix        | %           |  |
| -------------- | --------------------- | -------------- | ------------ | ------------ | ----------- | ----------- |  |
|                | Claude Wilquin élu    | PS             | 18 144       | 32           | 29 032      | 50,1        |  |
|                | Léonce Deprez         | UDF (PR)       | 16 928       | 29,86        | 28 913      | 49,9        |  |
|                | Marcel Béraud sortant | RPR            | 12 505       | 22,06        | Retrait     | Retrait     |  |
|                | Alberte Monteux       | PCF            | 7 478        | 13,19        |             |             |  |
|                | Éliane Moustrou       | LO             | 1 072        | 1,89         |             |             |  |
|                | Ferdinand Dhont       | Divers droite  | 322          | 0,57         |             |             |  |
|                | Dominique Chaboche    | FN             | 249          | 0,44         |             |             |  |
|                |                       |                |              |              |             |             |  |
| Inscrits       | Inscrits              | Inscrits       | 64 722       | 100,00       | 64 714      | 100,00      |  |
| Abstentions    | Abstentions           | Abstentions    | 6 969        | 10,77        | 5 732       | 8,86        |  |
| Votants        | Votants               | Votants        | 57 753       | 89,23        | 58 982      | 91,14       |  |
| Blancs et nuls | Blancs et nuls        | Blancs et nuls | 1 055        | 1,83         | 1 037       | 1,76        |  |
| Exprimés       | Exprimés              | Exprimés       | 56 698       | 98,17        | 57 945      | 98,24       |  |

Le suppléant de Claude Wilquin était Philippe Grunewald, MRG, chirurgien dentiste, conseiller municipal de Cucq.
L'élection est annulée par le Conseil constitutionnel, du fait de plusieurs irrégularités au second tour et que l'écart des voix est très faible. Deprez s'est plaint qu'un tract diffusé la veille du scrutin indique que les gaullistes de gauche appellent à voter Wilquin, une consigne contraire au plan national. Cette manœuvre est tardive et ne permet pas de répondre. De plus, le Conseil indique ne pas pouvoir vérifier la régularité des votes des pensionnaires d'un hospice de Neuville-sous-Montreuil.

### Élection partielle du 3 et 10 septembre 1978
| Candidat           | Parti | %     | Voix   |
| ------------------ | ----- | ----- | ------ |
| Claude Wilquin     | PS    | 49,27 | 25 401 |
| Léonce Deprez      | UDF   | 29,98 | 15 455 |
| Christian Tuaillon | RPR   | 14,35 | 7 400  |
| Alberte Monteux    | PCF   | 6,38  | 3 293  |

| Candidat       | Parti | %     | Voix   |
| -------------- | ----- | ----- | ------ |
| Claude Wilquin | PS    | 59,84 | 32 188 |
| Léonce Deprez  | UDF   | 40,05 | 21 506 |

### Élections de 1981
| Candidat       | Candidat                     | Parti          | Premier tour | Premier tour | Second tour | Second tour |  |
| Candidat       | Candidat                     | Parti          | Voix         | %            | Voix        | %           |  |
| -------------- | ---------------------------- | -------------- | ------------ | ------------ | ----------- | ----------- |  |
|                | Claude Wilquin sortant réélu | PS             | 22 677       | 42,58        | 31 304      | 55,66       |  |
|                | Léonce Deprez                | UDF (PR)       | 13 565       | 25,47        | 24 936      | 44,34       |  |
|                | Christian Tuaillon           | RPR (UNM)      | 11 266       | 21,16        | Retrait     | Retrait     |  |
|                | Paul Dumont                  | PCF            | 5 740        | 10,78        |             |             |  |
|                |                              |                |              |              |             |             |  |
| Inscrits       | Inscrits                     | Inscrits       | 67 221       | 100,00       | 67 218      | 100,00      |  |
| Abstentions    | Abstentions                  | Abstentions    | 13 207       | 19,65        | 9 877       | 14,69       |  |
| Votants        | Votants                      | Votants        | 54 014       | 80,35        | 57 341      | 85,31       |  |
| Blancs et nuls | Blancs et nuls               | Blancs et nuls | 766          | 1,42         | 1 101       | 1,92        |  |
| Exprimés       | Exprimés                     | Exprimés       | 53 248       | 98,58        | 56 240      | 98,08       |  |

Le suppléant de Claude Wilquin était Marcel Guerville, conseiller municipal d'Étaples.

### Élections de 1988
| Candidat       | Candidat                    | Parti           | Premier tour | Premier tour | Second tour | Second tour |  |
| Candidat       | Candidat                    | Parti           | Voix         | %            | Voix        | %           |  |
| -------------- | --------------------------- | --------------- | ------------ | ------------ | ----------- | ----------- |  |
|                | Léonce Deprez sortant réélu | UDF (PSD) (URC) | 24 220       | 47,79        | 29 566      | 53,3        |  |
|                | Claude Wilquin              | PS              | 20 441       | 40,34        | 25 905      | 46,7        |  |
|                | Paul Dumont                 | PCF             | 4 522        | 8,92         |             |             |  |
|                | Guy Cannie                  | Extrême droite  | 1 495        | 2,95         |             |             |  |
|                |                             |                 |              |              |             |             |  |
| Inscrits       | Inscrits                    | Inscrits        | 69 466       | 100,00       | 69 465      | 100,00      |  |
| Abstentions    | Abstentions                 | Abstentions     | 17 577       | 25,3         | 12 667      | 18,24       |  |
| Votants        | Votants                     | Votants         | 51 889       | 74,7         | 56 798      | 81,76       |  |
| Blancs et nuls | Blancs et nuls              | Blancs et nuls  | 1 211        | 2,33         | 1 327       | 2,34        |  |
| Exprimés       | Exprimés                    | Exprimés        | 50 678       | 97,67        | 55 471      | 97,66       |  |

Le suppléant de Léonce Deprez était Roger Pruvost, conseiller général du canton d'Auxi-le-Château, maire de Frévent.

### Élections de 1993
| Candidat       | Candidat                    | Parti          | Premier tour | Premier tour | Second tour | Second tour |  |
| Candidat       | Candidat                    | Parti          | Voix         | %            | Voix        | %           |  |
| -------------- | --------------------------- | -------------- | ------------ | ------------ | ----------- | ----------- |  |
|                | Léonce Deprez sortant réélu | UDF (PSD)      | 24 689       | 48,14        | 31 353      | 61,9        |  |
|                | Jean-Marie Krajewski        | PS (ADFP)      | 12 204       | 23,8         | 19 300      | 38,1        |  |
|                | Francis Petit               | FN             | 4 075        | 7,95         |             |             |  |
|                | Didier Fremaux              | CPNT           | 3 897        | 7,6          |             |             |  |
|                | Georges Baillet             | PCF            | 3 032        | 5,91         |             |             |  |
|                | Patrick Poulet              | Les Verts (EÉ) | 1 929        | 3,76         |             |             |  |
|                | Hélène Cuvelier             | LT-LNÉ         | 1 460        | 2,85         |             |             |  |
|                |                             |                |              |              |             |             |  |
| Inscrits       | Inscrits                    | Inscrits       | 71 865       | 100,00       | 71 859      | 100,00      |  |
| Abstentions    | Abstentions                 | Abstentions    | 18 230       | 25,37        | 18 458      | 25,69       |  |
| Votants        | Votants                     | Votants        | 53 635       | 74,63        | 53 401      | 74,31       |  |
| Blancs et nuls | Blancs et nuls              | Blancs et nuls | 2 349        | 4,38         | 2 748       | 5,15        |  |
| Exprimés       | Exprimés                    | Exprimés       | 51 286       | 95,62        | 50 653      | 94,85       |  |

Le suppléant de Léonce Deprez était Roger Pruvost, conseiller général du canton d'Auxi-le-Château, maire de Frévent.

### Élections de 1997
| Candidat       | Candidat                    | Parti          | Premier tour | Premier tour | Second tour | Second tour |  |
| Candidat       | Candidat                    | Parti          | Voix         | %            | Voix        | %           |  |
| -------------- | --------------------------- | -------------- | ------------ | ------------ | ----------- | ----------- |  |
|                | Léonce Deprez sortant réélu | UDF (FD)       | 19 535       | 39,05        | 27 161      | 51,18       |  |
|                | Danièle Lhomme              | PS             | 15 931       | 31,84        | 25 904      | 48,82       |  |
|                | Francis Leroy               | FN             | 5 687        | 11,37        |             |             |  |
|                | Georges Baillet             | PCF            | 4 096        | 8,19         |             |             |  |
|                | Martine Vandamme            | MPF (LDI)      | 2 005        | 4,01         |             |             |  |
|                | Bernard Lebas               | Les Verts      | 1 485        | 2,97         |             |             |  |
|                | William Tison               | GÉ             | 1 291        | 2,58         |             |             |  |
|                |                             |                |              |              |             |             |  |
| Inscrits       | Inscrits                    | Inscrits       | 72 739       | 100,00       | 72 733      | 100,00      |  |
| Abstentions    | Abstentions                 | Abstentions    | 20 148       | 27,7         | 17 069      | 23,47       |  |
| Votants        | Votants                     | Votants        | 52 591       | 72,3         | 55 664      | 76,53       |  |
| Blancs et nuls | Blancs et nuls              | Blancs et nuls | 2 561        | 4,87         | 2 599       | 4,67        |  |
| Exprimés       | Exprimés                    | Exprimés       | 50 030       | 95,13        | 53 065      | 95,33       |  |

Le suppléant de Léonce Deprez était Roger Pruvost.

### Élections de 2002
| Candidat       | Candidat                    | Parti                      | Premier tour | Premier tour | Second tour | Second tour |  |
| Candidat       | Candidat                    | Parti                      | Voix         | %            | Voix        | %           |  |
| -------------- | --------------------------- | -------------------------- | ------------ | ------------ | ----------- | ----------- |  |
|                | Léonce Deprez sortant réélu | UMP                        | 17 908       | 37,35        | 26 988      | 59,15       |  |
|                | Danièle Lhomme              | PS                         | 12 039       | 25,11        | 18 638      | 40,85       |  |
|                | Didier Frémaux              | CPNT                       | 4 544        | 9,48         |             |             |  |
|                | Isabelle Leroy              | FN                         | 4 515        | 9,42         |             |             |  |
|                | Jean-Pierre Level           | Divers droite (Maj. prés.) | 3 566        | 7,44         |             |             |  |
|                | Josette Samson              | PCF                        | 1 064        | 2,22         |             |             |  |
|                | Patrick Macquet             | LO                         | 731          | 1,52         |             |             |  |
|                | Julien Beuzard              | Extrême droite             | 731          | 1,52         |             |             |  |
|                | Antoine Duport              | Divers droite              | 672          | 1,4          |             |             |  |
|                | Martine Mocomble            | Les Verts                  | 618          | 1,29         |             |             |  |
|                | Séverine Mucin              | Divers écologiste          | 439          | 0,92         |             |             |  |
|                | Françoise Dufour            | Pôle républicain           | 418          | 0,87         |             |             |  |
|                | Bernard Lebas               | MÉI                        | 245          | 0,51         |             |             |  |
|                | Mayté Varaut                | MPF                        | 167          | 0,35         |             |             |  |
|                | Sophie Vermeulen            | Extrême gauche             | 139          | 0,29         |             |             |  |
|                | Corinne Guasmia             | GÉ                         | 77           | 0,16         |             |             |  |
|                | Pierre Secret               | Divers                     | 74           | 0,15         |             |             |  |
|                |                             |                            |              |              |             |             |  |
| Inscrits       | Inscrits                    | Inscrits                   | 76 741       | 100,00       | 76 745      | 100,00      |  |
| Abstentions    | Abstentions                 | Abstentions                | 27 517       | 35,86        | 28 656      | 37,34       |  |
| Votants        | Votants                     | Votants                    | 49 224       | 64,14        | 48 089      | 62,66       |  |
| Blancs et nuls | Blancs et nuls              | Blancs et nuls             | 1 277        | 2,59         | 2 463       | 5,12        |  |
| Exprimés       | Exprimés                    | Exprimés                   | 47 947       | 97,41        | 45 626      | 94,88       |  |

### Élections de 2007
| Candidat       | Candidat             | Parti          | Premier tour | Premier tour | Second tour | Second tour |  |
| Candidat       | Candidat             | Parti          | Voix         | %            | Voix        | %           |  |
| -------------- | -------------------- | -------------- | ------------ | ------------ | ----------- | ----------- |  |
|                | Daniel Fasquelle élu | UMP            | 21 857       | 45,04        | 26 498      | 53,89       |  |
|                | Vincent Léna         | PS             | 14 132       | 29,12        | 22 675      | 46,11       |  |
|                | Adam Kapella         | UDF–MoDem      | 2 772        | 5,71         |             |             |  |
|                | Fabrice Gosselin     | CPNT           | 2 560        | 5,28         |             |             |  |
|                | Renée Coolzaet       | FN             | 2 001        | 4,12         |             |             |  |
|                | Pascal Thiébaux      | PCF            | 1 912        | 3,94         |             |             |  |
|                | Stéphanie Bocquet    | Les Verts      | 951          | 1,96         |             |             |  |
|                | Laurence Courbois    | LCR            | 863          | 1,78         |             |             |  |
|                | Patrick Macquet      | LO             | 653          | 1,35         |             |             |  |
|                | Véronique Loir       | DLR            | 317          | 0,65         |             |             |  |
|                | Bernadette Lacroix   | MNR            | 266          | 0,55         |             |             |  |
|                | Marinette Bache      | MRC            | 239          | 0,49         |             |             |  |
|                |                      |                |              |              |             |             |  |
| Inscrits       | Inscrits             | Inscrits       | 78 966       | 100,00       | 78 965      | 100,00      |  |
| Abstentions    | Abstentions          | Abstentions    | 29 308       | 37,11        | 28 343      | 35,89       |  |
| Votants        | Votants              | Votants        | 49 658       | 62,89        | 50 622      | 64,11       |  |
| Blancs et nuls | Blancs et nuls       | Blancs et nuls | 1 135        | 2,29         | 1 449       | 2,86        |  |
| Exprimés       | Exprimés             | Exprimés       | 48 523       | 97,71        | 49 173      | 97,14       |  |

### Élections de 2012
| Candidat       | Candidat                       | Parti                         | Premier tour | Premier tour | Second tour | Second tour |  |
| Candidat       | Candidat                       | Parti                         | Voix         | %            | Voix        | %           |  |
| -------------- | ------------------------------ | ----------------------------- | ------------ | ------------ | ----------- | ----------- |  |
|                | Daniel Fasquelle sortant réélu | UMP                           | 23 116       | 43,89        | 28 704      | 54,87       |  |
|                | Vincent Léna                   | PS                            | 18 321       | 34,78        | 23 604      | 45,13       |  |
|                | Francis Leroy                  | FN (RBM)                      | 6 785        | 12,88        |             |             |  |
|                | Laurence Sauvage               | PG (FG) (PCF)                 | 2 307        | 4,38         |             |             |  |
|                | Alexandre Poiret               | EÉLV (MÉI)                    | 1 036        | 1,97         |             |             |  |
|                | Laurent Weill                  | MoDem                         | 365          | 0,69         |             |             |  |
|                | Patrick Macquet                | LO                            | 345          | 0,65         |             |             |  |
|                | Odette Goulnois-Lampin         | DLR                           | 306          | 0,58         |             |             |  |
|                | Pierre Fiquet                  | Divers (Mouvement anti-radar) | 87           | 0,17         |             |             |  |
|                | Armelle Desprez-Gayant         | MOC                           | 6            | 0,01         |             |             |  |
|                |                                |                               |              |              |             |             |  |
| Inscrits       | Inscrits                       | Inscrits                      | 87 381       | 100,00       | 87 387      | 100,00      |  |
| Abstentions    | Abstentions                    | Abstentions                   | 33 698       | 38,56        | 33 340      | 38,15       |  |
| Votants        | Votants                        | Votants                       | 53 683       | 61,44        | 54 047      | 61,85       |  |
| Blancs et nuls | Blancs et nuls                 | Blancs et nuls                | 1 009        | 1,88         | 1 739       | 3,22        |  |
| Exprimés       | Exprimés                       | Exprimés                      | 52 674       | 98,12        | 52 308      | 96,78       |  |

### Élections de 2017
Les élections législatives françaises de 2017 ont eu lieu les dimanches 11 et 18 juin 2017. Tiphaine Auzière, la plus jeune des filles de Brigitte Macron, se présente aux Législatives en tant que suppléante de Thibault Guilluy candidat de La République en marche. Ils sont battus par Daniel Fasquelle qui est alors élu député de la 4e circonscription du Pas-de-Calais.
|                                                       |                                                    |                           |                           |                          |                          |
|                                                       |                                                    | Premier tour 11 juin 2017 | Premier tour 11 juin 2017 | Second tour 18 juin 2017 | Second tour 18 juin 2017 |
|                                                       |                                                    |                           |                           |                          |                          |
|                                                       |                                                    | Nombre                    | % des inscrits            | Nombre                   | % des inscrits           |
| Inscrits                                              | Inscrits                                           | 88 528                    | 100,00                    | 88 520                   | 100,00                   |
| Abstentions                                           | Abstentions                                        | 38 662                    | 43,67                     | 40 867                   | 46,17                    |
| Votants                                               | Votants                                            | 49 866                    | 56,33                     | 47 653                   | 53,83                    |
|                                                       |                                                    |                           | % des votants             |                          | % des votants            |
| Bulletins blancs                                      | Bulletins blancs                                   | 757                       | 1,52                      | 2 134                    | 4,48                     |
| Bulletins nuls                                        | Bulletins nuls                                     | 341                       | 0,68                      | 1 168                    | 2,45                     |
| Suffrages exprimés                                    | Suffrages exprimés                                 | 48 768                    | 97,80                     | 44 351                   | 93,07                    |
|                                                       |                                                    |                           |                           |                          |                          |
| Candidat Étiquette politique (partis et alliances)    | Candidat Étiquette politique (partis et alliances) | Voix                      | % des exprimés            | Voix                     | % des exprimés           |
|                                                       |                                                    |                           |                           |                          |                          |
|                                                       | Thibaut Guilluy La République en marche            | 17 158                    | 35,18                     | 21 204                   | 47,81                    |
|                                                       | Daniel Fasquelle(député sortant) Les Républicains  | 15 126                    | 31,02                     | 23 147                   | 52,19                    |
|                                                       | Benoît Dolle Front national                        | 7 098                     | 14,55                     |                          |                          |
|                                                       | Anaïs Alliot La France insoumise                   | 3 670                     | 7,53                      |                          |                          |
|                                                       | Blandine Drain Parti socialiste                    | 2 954                     | 6,06                      |                          |                          |
|                                                       | Stéphane Sieczkowski-Samier Divers droite          | 1 397                     | 2,86                      |                          |                          |
|                                                       | Martine Minne Divers                               | 678                       | 1,39                      |                          |                          |
|                                                       | Patrick Maquet Divers gauche                       | 332                       | 0,56                      |                          |                          |
|                                                       | Gwendoline Joos Divers                             | 223                       | 0,46                      |                          |                          |
|                                                       | Estelle Gacquière Divers gauche                    | 132                       | 0,27                      |                          |                          |
| Source : - Quatrième circonscription du Pas-de-Calais |                                                    |                           |                           |                          |                          |

### Élections de 2022
Les élections législatives françaises de 2022 se déroulent les dimanches 12 et 19 juin 2022.
| Résultats des élections législatives des 12 et 19 juin 2022 de la 4e circonscription du Pas-de-Calais |                          |                          |                          |              |              |             |             |
| Candidat                                                                                              | Candidat                 | Parti et coalition       | Nuance                   | Premier tour | Premier tour | Second tour | Second tour |
| Candidat                                                                                              | Candidat                 | Parti et coalition       | Nuance                   | Voix         | %            | Voix        | %           |
| | Philippe Fait            | LREM (ENS)               | ENS                      | 13 168       | 29,71        | 23 331      | 56,36       |
| | Françoise Vanpeene       | RN                       | RN                       | 10 378       | 23,42        | 18 063      | 43,64       |
| | Mary Bonvoisin           | LR (UDC)                 | LR                       | 8 782        | 19,81        |             |             |
| | Blandine Drain           | PS (NUPES)               | NUP                      | 7 683        | 17,33        |             |             |
| | David Sergent            | REC                      | REC                      | 1 491        | 3,36         |             |             |
| | Evelyne Ameye            | PA                       | ECO                      | 905          | 2,04         |             |             |
| | Dominique Hericourt      | LO                       | DXG                      | 845          | 1,91         |             |             |
| | Mervyn Hoff              | SE                       | DXD                      | 477          | 1,08         |             |             |
| | Jean-Michel Andreau      | DLF (UPF)                | DSV                      | 476          | 1,07         |             |             |
| | Karen Delattre           | NPA                      | DXG                      | 116          | 0,26         |             |             |
| Votes valides                                                                                         | Votes valides            | Votes valides            | Votes valides            | 44 321       | 97,19        | 41 394      | 92,40       |
| Votes blancs                                                                                          | Votes blancs             | Votes blancs             | Votes blancs             | 862          | 1,89         | 2 289       | 5,11        |
| Votes nuls                                                                                            | Votes nuls               | Votes nuls               | Votes nuls               | 418          | 0,92         | 1 116       | 2,49        |
| Total                                                                                                 | Total                    | Total                    | Total                    | 45 601       | 100          | 44 799      | 100         |
| Abstention                                                                                            | Abstention               | Abstention               | Abstention               | 44 381       | 49,32        | 45 178      | 50,21       |
| Inscrits / participation                                                                              | Inscrits / participation | Inscrits / participation | Inscrits / participation | 89 982       | 50,68        | 89 977      | 49,79       |

### Élections de 2024
| Candidat                 | Candidat                 | Parti et coalition       | Nuances                  | Premier tour | Premier tour | Second tour | Second tour |
| Candidat                 | Candidat                 | Parti et coalition       | Nuances                  | Voix         | %            | Voix        | %           |
| ------------------------ | ------------------------ | ------------------------ | ------------------------ | ------------ | ------------ | ----------- | ----------- |
|                          | Benoît Dolle             | LAF (RN)                 | RN                       | 25 286       | 42,34        | 29 228      | 49,15       |
|                          | Philippe Fait            | HOR (ENS)                | ENS                      | 18 309       | 30,66        | 30 237      | 50,85       |
|                          | Blandine Drain           | PS (NFP)                 | UG                       | 8 794        | 14,73        |             |             |
|                          | Clémence Lambert         | LR (UDC)                 | LR                       | 5 501        | 9,21         |             |             |
|                          | Jérémy Durand            | SE                       | DVC                      | 935          | 1,57         |             |             |
|                          | Fanny Judek              | REC                      | REC                      | 445          | 0,75         |             |             |
|                          | Dominique Héricourt      | LO                       | EXG                      | 442          | 0,74         |             |             |
|                          | Jean-Marc Sergent        | SE                       | DIV                      | 6            | 0,01         |             |             |
|                          |                          |                          |                          |              |              |             |             |
| Suffrages exprimés       | Suffrages exprimés       | Suffrages exprimés       | Suffrages exprimés       | 59 718       | 97,41        | 59 465      | 95,81       |
| Votes blancs             | Votes blancs             | Votes blancs             | Votes blancs             | 1 089        | 1,78         | 1 717       | 2,77        |
| Votes nuls               | Votes nuls               | Votes nuls               | Votes nuls               | 501          | 0,82         | 881         | 1,42        |
| Total                    | Total                    | Total                    | Total                    | 61 308       | 100          | 62 063      | 100         |
| Abstention               | Abstention               | Abstention               | Abstention               | 28 655       | 31,85        | 27 896      | 31,01       |
| Inscrits / participation | Inscrits / participation | Inscrits / participation | Inscrits / participation | 89 963       | 68,15        | 89 959      | 68,99       |

#### Département du Pas-de-Calais
- La fiche de l'INSEE de cette circonscription : « Tableaux et Analyses de la quatrième circonscription du Pas-de-Calais », sur insee.fr, site de l'Institut national de la statistique et des études économiques (consulté le 10 juin 2007) [PDF]

- « Tous les députés du département du Pas-de-Calais depuis 1789 » [archive du 30 septembre 2007], sur assemblee-nationale.fr, site de l'Assemblée nationale française (consulté le 10 juin 2007)

- « Informations contentieuses sur le département du Pas-de-Calais (Élections législatives de 2002) »(Archive.org • Wikiwix • Archive.is • Google • Que faire ?), sur conseil-constitutionnel.fr, site du Conseil constitutionnel (consulté le 13 juin 2007)

#### Circonscriptions en France
- Portrait des circonscriptions législatives et indicateurs économiques et sociodémographiques, site de l'Insee

- « Carte des circonscriptions législatives en France », sur assemblee-nationale.fr, site de l'Assemblée nationale française (consulté le 10 juin 2007)

- « Résultats électoraux officiels en France »(Archive.org • Wikiwix • Archive.is • Google • Que faire ?), sur interieur.gouv.fr, site du ministère de l'Intérieur (France) (consulté le 13 juin 2007)

- Description et Atlas des circonscriptions électorales françaises sur http://www.atlaspol.com, Atlaspol, site de cartographie géopolitique, consulté le 13 juin 2007.